# Stade Novye Khimki
 (avril 2025).
Le Stade Novye Khimki (en russe : Стадион Новые Химки) est un stade de football située dans la ville de Khimki, dans l'oblast de Moscou, en Russie.
C'est le stade du FK Khimki. Il a une capacité de 3 066 places. Le terrain de football a été construit en 1999, et les stands ont été construits en 2006.